# Аркейн, Жанет
Жанет дос Сантос Аркейн (порт. Janeth dos Santos Arcain; родилась 11 апреля 1969 года в Сан-Паулу, Бразилия) — бразильская профессиональная баскетболистка, выступала в женской национальной баскетбольной ассоциации за команду «Хьюстон Кометс», которой была выбрана на драфте ВНБА 1997 года на втором этапе элитного раунда под общим тринадцатым номером. Играла на позиции атакующего защитника.

## Карьера в ВНБА
Аркейн была одной из баскетболисток, выбранной на первом драфте ВНБА, который прошёл в 1997 году. Она была задрафтована под общим 13 номером во 2-м раунде элитного драфта командой «Хьюстон Кометс». Она играла на протяжении первых 7 сезонов ВНБА (1997—2003). Лишь только перед летней Олимпиадой 2004 она взяла перерыв, чтобы подготовиться к ней. Вместе со своими однокомандницами она выиграла первые четыре сезона ВНБА (1997—2000), а в 2001 она провела свой лучший сезон в карьере. Тогда она в среднем забивала по 18,5 очков за игру, что помогло Жанете стать самым прогрессирующим игроком того сезона, а также войти в первую сборную лиги.

## Карьера за сборную
Аркейн долгое время играла в сборной, которая с Жанет стала одной из лучших на планете в 1990—2000-х годах. Вместе с Аркейн, бразильянки выиграли чемпионат мира 1994, а также взяли 2 олимпийские медали: серебро в 1996 и бронзу в 2000.

## Статистика выступлений в ВНБА

### Среднестатистические показатели по сезонам
| Сезон | Команда | G  | GS | MPG  | FG%  | 3P%  | FT%  | ORB | DRB | RPG | APG | SPG  | BPG  | TO   | PF   | PPG  |
| ----- | ------- | -- | -- | ---- | ---- | ---- | ---- | --- | --- | --- | --- | ---- | ---- | ---- | ---- | ---- |
| 1997  | Хьюстон | 28 | 27 | 28.0 | 44.0 | 27.3 | 89.4 | 1.5 | 2.5 | 3.9 | 1.6 | 1.54 | 0.14 | 2.39 | 2.00 | 10.9 |
| 1998  | Хьюстон | 30 | 4  | 21.9 | 42.6 | 15.2 | 75.6 | 1.4 | 2.2 | 3.6 | 1.6 | 0.83 | 0.10 | 1.27 | 1.60 | 6.8  |
| 1999  | Хьюстон | 32 | 1  | 23.0 | 43.3 | 25.0 | 82.9 | 1.0 | 1.8 | 2.8 | 1.2 | 0.94 | 0.06 | 1.22 | 1.98 | 5.8  |
| 2000  | Хьюстон | 32 | 32 | 30.5 | 46.8 | 20.0 | 83.7 | 1.1 | 2.6 | 3.7 | 1.9 | 1.31 | 0.09 | 1.66 | 2.06 | 8.4  |

Жирным выделены победные для «Хьюстона» сезоны ВНБА